# Jon-Mirena Landa
Jon-Mirena Landa Gorostiza (Portugalete, Vizcaya, 1968) es un abogado, jurista, profesor universitario y catedrático de Derecho penal español.
Actualmente es catedrático de Derecho penal en la Universidad del País Vasco y director de la cátedra UNESCO de Derechos Humanos y Poderes Públicos de la Universidad del País Vasco.
Fue Director de Derechos Humanos del Gobierno Vasco entre 2005 y 2009.

## Biografía
Licenciado en Derecho con Economía en la Universidad de Deusto en 1991 y doctorado en Derecho por la Universidad del País Vasco 1998, con el Premio Extraordinario de Doctorado.
Ha sido profesor o investigador visitante, entre otras, en las universidades de Hamburgo, Heidelberg y en el Lauterpatch Centre for International Law de la Universidad de Cambridge y en noviembre de 2005 obtuvo la beca Vom Humboldt de investigación.
Dirige un Grupo de investigación financiado por el Gobierno Español en materia de penología con especial incidencia en los delitos de odio y terrorismo. Colabora habitualmente en EITB, ETB1, ETB2, La Sexta, Berria, Deia y otros medios.
Actualmente es catedrático de Derecho penal en la Universidad del País Vasco.

## Director de Derechos Humanos
En el año 2005 Landa fue nombrado Director de Derechos Humanos del Gobierno Vasco, por el Consejero de Justicia Joseba Azkarraga. Fue nombrado como profesional independiente (sin adscripción política). Ostentó el cargo de alto cargo durante la VIII Legislatura del Gobierno Vasco (2005-2009).

## Publicaciones

### Libros
- Víctimas invisibles: usos y abusos de la verdad, la justicia y la reparación de las víctimas de la violencia política a la luz de la lucha antiterrorista contra ETA, Tirant lo Blanch, 2023.
- Retos emergentes de los Derechos Humanos: ¿Garantías en peligro?, Tirant Lo Blanch, Valencia, 2019. ISBN 978-84-1313-877-0

- Prisión y alternativas en el nuevo Código Penal tras la reforma 2015, Instituto Internacional de Sociología Instituto Internacional de Sociología Jurídica de Oñati, Colección Derecho y Sociedad, Dykinson, Madrid, 2016, 310 págs. ISBN 978-84-9148-015-0
- Delincuentes peligrosos, Trotta, Madrid, 2014, ISBN 978-84-9879-556-1
- Justicia transicional: propuestas para el caso vasco, Institut Universitaire Varenne Collection Transition & Justice 2014, ISBN 978-2-37032-021-6
- Víctimas de vulneraciones de derechos humanos derivadas de la violencia de motivación política, 2009.
- La complicidad delictiva y la actividad laboral cotidiana (Contribución al límite mínimo de la participación frente a los actos neutros), Comares, Granada, 2002.
- La política criminal contra la xenofobia y las tendencias expansionistas del derecho penal (a la vez una propuesta interpretativa de la "normativa antidiscriminatoria" del CP 1995 y un análisis crítico de la incipiente jurisprudencia), Comares, Granada, 2001.
- La intervención penal frente a la xenofobia (Problemática general con especial referencia al “delito de provocación” del artículo 510 del Código penal), Universidad del País Vasco/ Euskal Herriko Unibertsitatea, Bilbao, 1999.